# Эгнью, Питер
Питер (Пит) Эгнью (англ. Peter Agnew; род. 14 сентября 1946, Данфермлин, Шотландия) — шотландский бас-гитарист. Наиболее известен, как бас-гитарист и единственный на сегодняшний день бессменный участник шотландской хард-рок группы Nazareth.
Питер Эгнью начал выступать в группах чуть ли не с тринадцати лет. В 1961 году основал группу The Shadettes, из музыкантов которой в 1968 году была организована группа Nazareth.
Помимо альбомов Nazareth, Питер Эгнью участвовал в записи сольных работ Дэна Маккаферти — «Dan MacCaferty» (1975) и «Into the ring» (1987).
C 1999 года в группе Nazareth играет сын Питера — барабанщик Ли Эгнью.
Среди российских поклонников группы Nazareth существует легенда, согласно которой Питер Эгнью родился в СССР с именем Пётр Огнёв, но эмигрировал в молодости в Великобританию, однако сам музыкант неоднократно опровергал эту информацию.